# Natalia Kalínina
Natalia Kalínina (Jersón, Ucrania, 16 de diciembre de 1973) es una gimnasta artística ucraniana que, compitiendo con la Unión Soviética, consiguió ser campeona mundial en 1991 en el concurso por equipos.

## 1991
En el Mundial de Indianápolis 1991, representando a la Unión Soviética, gana el oro en el concurso por equipos, por delante de Estados Unidos (plata) y Rumania (bronce), siendo sus compañeras de equipo: Svetlana Boginskaya, Tatiana Gutsu, Tatiana Lysenko, Oksana Chusovitina y Rozalia Galiyeva.